# Ртутьцезий
Ртутьцезий — бинарное неорганическое соединение, интерметаллид
цезия и ртути
с формулой CsHg,
кристаллы.

## Получение
- Сплавление стехиометрических количеств чистых веществ в инертной атмосфере:

{\displaystyle {\mathsf {Cs+Hg\ {\xrightarrow {140^{o}C}}\ CsHg}}}

## Физические свойства
Ртутьцезий образует золотистые кристаллы
триклинной сингонии,
пространственная группа P 1,
параметры ячейки a = 0,7154 нм, b = 0,7470 нм, c = 0,7635 нм,
α = 107,82 °, β = 103,34°, γ = 90,95°, Z = 4,
структура типа ртутькалия KHg
.
Соединение образуется по перитектической реакции при температуре ≈140 °C.